# Territorial Decoration
La Territorial Decoration (TD) fu una medaglia del Regno Unito istituita da re Edoardo VII nel 1908 e concessa per lungo servizio nella Territorial Force e poi nella Territorial Army ai volontari dell'esercito.

## Criteri di assegnazione
I criteri di assegnazione della medaglia erano un periodo minimo di 20 anni di servizio nella Territorial Force o Territorial Army, all'interno dei quali gli anni di servizio attivo contavano il doppio degli anni di servizio inattivo. Nel 1930 venne introdotta la nuova Efficiency Decoration, il che ad ogni modo non impedì che la tradizionale medaglia di servizio continuasse ad essere concessa. Essa venne definitivamente soppiantata dalla Volunteer Reserves Service Medal nel 1999.

## Insegne
La medaglia consisteva in un ovale traforato d'argento di 35 mm di diametro riportante il monogramma reale coronato del sovrano regnante, attorniato da una corona di quercia. Il nastro ordinario era verde con una striscia gialla in centro.

## Honourable Artillery Company
Per i membri della Honourable Artillery Company il nastro si presenta differente, metà blu e metà rosso con lati gialli. Questa distinzione venne predisposta da re Edoardo VII per la Volunteer Long Service And Good Conduct Medal e portava i colori d'onore della casa reale.